# Skvrňov
Skvrňov är en ort i Tjeckien.   Den ligger i regionen Mellersta Böhmen, i den centrala delen av landet, 50 km sydost om huvudstaden Prag. Skvrňov ligger 402 meter över havet och antalet invånare är 158.
Terrängen runt Skvrňov är lite kuperad. Runt Skvrňov är det ganska tätbefolkat, med 100 invånare per kvadratkilometer. Närmaste större samhälle är Kutná Hora, 19,9 km öster om Skvrňov. Trakten runt Skvrňov består till största delen av jordbruksmark.